# 大山綱昌 (官僚)

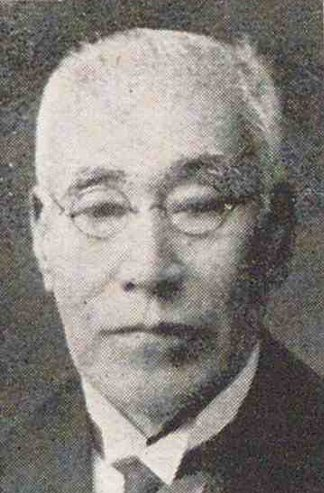
大山綱昌

大山 綱昌（おおやま つなまさ、1853年12月24日（嘉永6年11月24日） - 1934年（昭和9年）10月18日）は、日本の官僚、政治家、警察官、陸軍軍人。貴族院議員、錦鶏間祗候。位階および勲等は正三位・勲二等。4県の知事を務めた。幼名・勘助。
陸軍元帥の大山巌の父大山綱昌とは同姓同名だが、直接的な血縁関係はない。

## 経歴
薩摩国鹿児島郡鹿児島近在西田村（現鹿児島県鹿児島市）で、鹿児島藩士、大山探賢の長男として生まれる。1875年（明治8年）、警視庁13等出仕となる。1877年（明治10年）、陸軍中尉に任官し西南戦争に出征。階級は陸軍憲兵大尉まで昇り、一等警視補に転じた。次いで、農商務省に移り、権少書記官、書記官、参事官、工務局次長、商工局次長、権大書記官を歴任。
1896年（明治29年）8月、佐賀県知事に抜擢された。1903年（明治36年）2月、山梨県知事に異動。1905年（明治38年）9月、長野県知事、1911年（明治44年）7月、岡山県知事を歴任。1914年（大正3年）4月7日、錦鶏間祗候を仰せ付けられた。1919年（大正8年）1月27日、貴族院議員に勅選され、交友倶楽部に属して活動し死去するまで在任した。

## 栄典
位階
- 1886年（明治19年）7月8日 - 従六位[6]
- 1896年（明治29年）9月21日 - 正五位[7]
- 1897年（明治30年）10月30日 - 従四位[8]
- 1908年（明治41年）4月20日 - 正四位[9]
- 1913年（大正2年）
  - 5月10日 - 従三位[10]
  - 8月20日 - 正三位[11]

勲章
- 1885年（明治18年）11月19日 - 勲五等双光旭日章[12]
- 1906年（明治39年）4月1日 - 勲三等旭日中綬章[13]

## 親族
- 父・大山探賢（守三、?-1867） ‐ 薩摩藩お抱え絵師。絵師・大山等雪の子。狩野探淵守真の門人。[14]
- 弟・神原伊三郎（1858-?） ‐ 大蔵省を経て日本鉄道会社運輸課参事。工部大学校卒。その子に神原泰、神原周。娘婿に大関増徳二男・大関釥。
- 前妻・栄 ‐ 建築家山下啓次郎の姉。
- 後妻・徳 ‐ 山下啓次郎の妹[15]。
- 親戚・山下洋輔 ‐ 山下啓次郎の孫

## ギャラリー

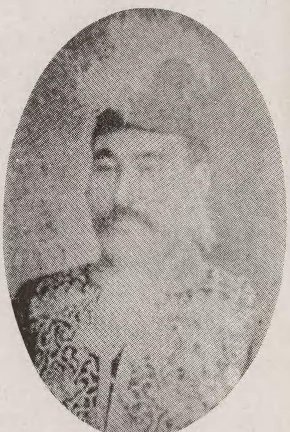
大礼服姿の大山綱昌